# Melissa Manchester

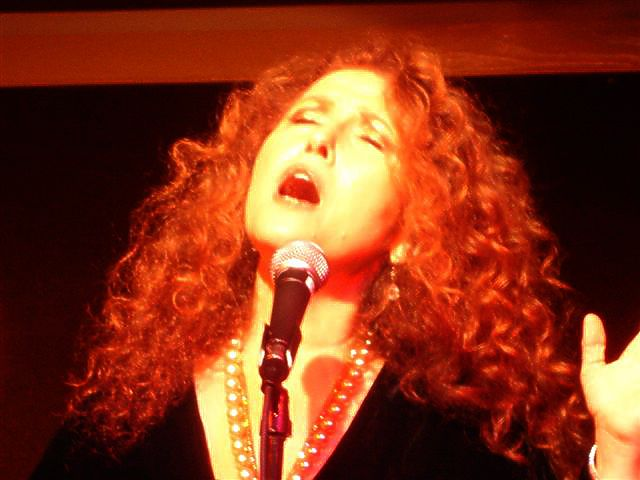
Melissa Manchester (2009)

Melissa Manchester (* 15. Februar 1951 in New York City) ist eine US-amerikanische Sängerin, Songwriterin und Schauspielerin. Ihre größten Erfolge hatte sie in den 1970er und frühen 1980er Jahren.

## Leben
Entdeckt von Barry Manilow und Bette Midler, gehörte Manchester zur neuen Generation von Frauen in der Pop-Musik, die ihre Songs zum großen Teil selbst schrieben. Künstlerinnen wie Joni Mitchell, Laura Nyro oder Carole King waren ihr vorangegangen. Kompositorische Unterstützung erhielt sie von ihrer Freundin Carole Bayer Sager, die bereits in den 1960er Jahren einige Hits geschrieben hatte (z. B. Groovy Kind of Love) und später die Ehefrau von Burt Bacharach wurde. Manchesters erste Alben für das Label Bell, Home to Myself (1973) und Bright Eyes (1974), waren Achtungserfolge, brachten aber nicht den erhofften Durchbruch. Erst als sie 1975 zu Arista Records wechselte und ihren Sound kommerzieller gestaltete, verbuchte sie ihren ersten Superhit: die Ballade Midnight Blue (USA Platz 5). Diesen Hit konnte sie zwar in den folgenden Jahren nicht wiederholen, aber dennoch war sie mit ihren regelmäßigen Singles wie Just Too Many People (1975) oder Just You and I (1976) weiterhin in den Top-40 der USA vertreten. In Europa hatte sie keine Erfolge. 1978 gelang ihr mit einer Coverversion der Soulballade We Don’t Cry Out Loud (Original: The Moments, Manchester ließ bei ihrer Aufnahme das „We“ weg) ein weiterer Top-Ten-Erfolg in den Vereinigten Staaten. Das Lied entwickelte sich über die Jahre zu einem sehr beliebten Titel, denn auch Versionen von Rita Coolidge, Elkie Brooks und Shirley Bassey hatten Erfolg. Außerdem schrieb sie den Song Whenever I Call You "Friend" für Kenny Loggins, der damit seinen ersten Top-Ten-Hit als Solist feiern konnte. Für die Harmonien wählte er allerdings nicht Manchester aus, sondern die seinerzeit unwesentlich bekanntere Fleetwood-Mac-Sängerin Stevie Nicks.
1979 nahm Manchester zwei Stücke für Kinofilme auf: Through the Eyes of Love für Eisfieber (Ice Castles) (USA Platz 76) und I’ll Never Say Goodbye für The Promise. Beide Titel waren keine große Hits, wurden aber beide als „bester Song“ für den Oscar 1980 nominiert. Seinerzeit ein Novum – noch nie waren in einem Jahr zwei Titel von einer Sängerin nominiert. Geschrieben hatte Manchester allerdings keines der Lieder. Mit Pretty Girls (1979), Fire in the Morning und einem Duett mit dem Soulsänger Peabo Bryson, Lovers After All, hatte sie weitere kleinere Erfolge, bevor ihr 1982 der dritte Hit gelang: You Should Hear How She Talks About You (USA Platz 5) wurde im folgenden Jahr mit dem Grammy für die „beste Gesangsleistung einer Frau im Bereich Pop“ ausgezeichnet. Geändert hatte sich vor allen Dingen Manchesters Sound. Weniger Singer/Songwriter, dafür mehr Dance-Pop- und leichte New-Wave-Anklänge. Ebenfalls sehr erfolgreich war das dazugehörige Album Hey Ricky.
Manchesters Greatest Hits verkauften sich ebenso wie die Single Nice Girls 1983 recht solide, während das anschließende Studio-Album Emergency floppte. Die Single No One Can Love You More Than Me blieb auf Platz 78 in den USA hängen. Im folgenden Jahr konnte Manchester mit Thief of Hearts aus dem gleichnamigen Film nur einen bescheidenen Platz 86 in den USA verbuchen, in den Diskotheken kam die Nummer aber gut an. 1985 wechselte sie von Arista zu MCA. Das Label-Debüt Mathematics enthielt wie die beiden Vorgänger jede Menge typische computerdominierte Synthi-Pop-Musik der 80er Jahre. Fans ihres alten, eher intimen Stils, konnten damit wenig anfangen: die Single Mathematics kam nur auf Platz 74 der US-Charts.
1986 sah vielversprechend aus: Gemeinsam mit Al Jarreau sang sie das Liebesthema des Kinohits Jenseits von Afrika, The Music of Goodbye. Da der Titel aber nicht auf dem Soundtrack enthalten war, und die Promotion relativ gering ausfiel, platzierte sich die Ballade nur auf Platz 16 der US-amerikanischen Adult-Contemporary-Charts – der Hitliste für „leichte Kost“. Nach drei Jahren Pause platzierte sie sich auch dort zum letzten Mal mit einem Remake des Dionne-Warwick-Hits Walk On By. Das dazugehörige Album Tribute enthält eine Auswahl von bekannten Klassikern, die Manchester schon lange am Herzen lagen.
Danach wandte sich Manchester vorübergehend der Schauspielerei zu: Im Jahre 1991 spielte sie neben ihrer alten Freundin Bette Midler eine kleine Rolle in dem oscarnominierten Film For the Boys, der allerdings an den Kinokassen floppte. Ab 1993 spielte sie für mehrere Folgen die Mutter des Hauptcharakters der erfolgreichen Fernsehserie Blossom.
Mit der balladenlastigen CD If My Heart Had Wings läutete Manchester 1995 das musikalische Comeback ein, stieß aber weitgehend auf das Desinteresse der Käufer. Ein weiteres Album folgte 1997 mit Joy – eine Sammlung von bekannten Weihnachtsliedern. When I Look Down That Road war nach vielen Jahren Pause das Album, das man vor allen Dingen aus künstlerischer Sicht als echtes Comeback werten darf. Die Kritiken waren positiv, denn schließlich wandte sich Manchester auf diesem Werk wieder ihren Wurzeln zu: Alle Texte selbst geschrieben, musikalisch zwischen Folk, Blues und den Klängen der Singer/Songwriter-Bewegung der 70er Jahre. 2007 nahm sie zusammen mit Barry Manilow das Duett You’ve Got a Friend für sein Album Greatest Songs of the Seventies auf.
Ihre bislang letzten Studioalben You Gotta Love the Life und The Fellas erschienen im Februar 2015 bzw. September 2017.
Manchester ist seit 1982 mit Kevin De Remer verheiratet und hat zwei Kinder. In erster Ehe war sie mit dem Musikmanager und späteren Filmproduzenten Larry Brezner verheiratet.

## Diskografie

### Studioalben
| Jahr | Titel                       | Höchstplatzierung, Gesamtwochen, AuszeichnungChartsChartplatzierungen (Jahr, Titel, Platzierungen, Wochen, Auszeichnungen, Anmerkungen) | Anmerkungen |
| Jahr | Titel                       | US | Anmerkungen |
| ---- | --------------------------- | --- | ----------- |
| 1973 | Home to Myself              | US156 (14 Wo.)US |             |
| 1974 | Bright Eyes                 | US159 (5 Wo.)US |             |
| 1975 | Melissa                     | US12 Gold · (41 Wo.)US |             |
| 1976 | Better Days & Happy Endings | US24 (17 Wo.)US |             |
| 1977 | Help Is On The Way          | US60 (13 Wo.)US |             |
| 1977 | Singin’                     | US60 (11 Wo.)US |             |
| 1978 | Don’t Cry Out Loud          | US33 (27 Wo.)US |             |
| 1979 | Melissa Manchester          | US62 (21 Wo.)US |             |
| 1980 | For The Working Girl        | US68 (11 Wo.)US |             |
| 1982 | Hey Ricky                   | US19 (39 Wo.)US |             |
| 1983 | Emergency                   | US135 (9 Wo.)US |             |
| 1985 | Mathematics                 | US144 (6 Wo.)US |             |

Weitere Studioalben
- 1989: Tribute
- 1995: If My Heart Had Wings
- 1997: Joy
- 2004: When I Look Down That Road
- 2015: You Gotta Love the Life
- 2017: The Fellas
- 2021: M Re:View – Just You And I

### Kompilationen
| Jahr | Titel         | Höchstplatzierung, Gesamtwochen, AuszeichnungChartsChartplatzierungen (Jahr, Titel, Platzierungen, Wochen, Auszeichnungen, Anmerkungen) | Anmerkungen |
| Jahr | Titel         | US | Anmerkungen |
| ---- | ------------- | --- | ----------- |
| 1973 | Greatest Hits | US43 Gold · (21 Wo.)US |             |

Weitere Kompilationen
- 1984: The Many Moods of Melissa Manchester
- 1997: The Essence Of Melissa Manchester
- 2001: Midnight Blue: The Encore Collection
- 2004: Melissa Manchester Platinum & Gold Collection

### Singles
| Jahr | Titel Album                                         | Höchstplatzierung, Gesamtwochen, AuszeichnungChartplatzierungen (Jahr, Titel, Album, Platzierungen, Wochen, Auszeichnungen, Anmerkungen) | Höchstplatzierung, Gesamtwochen, AuszeichnungChartplatzierungen (Jahr, Titel, Album, Platzierungen, Wochen, Auszeichnungen, Anmerkungen) | Anmerkungen      |
| Jahr | Titel Album                                         | UK | US | Anmerkungen      |
| ---- | --------------------------------------------------- | --- | --- | ---------------- |
| 1975 | Midnight Blue Melissa                               | — | US6 (17 Wo.)US |                  |
| 1975 | Just Too Many People Melissa                        | — | US30 (12 Wo.)US |                  |
| 1976 | Just You and I Melissa                              | — | US27 (9 Wo.)US |                  |
| 1976 | Better Days Better Days & Happy Endings             | — | US71 (5 Wo.)US |                  |
| 1976 | Rescue Me Better Days & Happy Endings               | — | US78 (3 Wo.)US |                  |
| 1978 | Don’t Cry Out Loud                                  | — | US10 (23 Wo.)US |                  |
| 1979 | Theme from Ice Castles (Through the Eyes of Love) – | — | US76 (4 Wo.)US |                  |
| 1979 | Pretty Girls Melissa Manchester                     | — | US39 (10 Wo.)US |                  |
| 1980 | Fire in the Morning Melissa Manchester              | — | US32 (13 Wo.)US |                  |
| 1981 | Lovers After All For The Working Girl               | — | US54 (9 Wo.)US | mit Peabo Bryson |
| 1982 | You Should Hear How She Talks About You Hey Ricky   | — | US5 (25 Wo.)US |                  |
| 1983 | Nice Girls –                                        | — | US42 (11 Wo.)US |                  |
| 1983 | No One Can Love You More Than Me Emergency          | — | US78 (4 Wo.)US |                  |
| 1984 | Thief of Hearts –                                   | — | US86 (6 Wo.)US |                  |
| 1985 | Mathematics                                         | — | US74 (5 Wo.)US |                  |
| 1986 | The Music of Goodbye –                              | UK75 (3 Wo.)UK | — |                  |